# Gakuto Kondō
Gakuto Kondō (近藤 岳登?, Kondō Gakuto; Toyokawa, 10 febbraio 1981) è un ex calciatore giapponese, di ruolo difensore.

## Carriera
Formatosi nella Biwako S.S. Daigaku, viene ingaggiato nel 2007 dal Vissel Kobe, sodalizio con cui esordisce in massima serie giapponese nella stagione 2008.
Nel 2013 viene ingaggiato dal Mito HollyHock, per poi passare l'anno seguente al FC Osaka.